# Tim Lopes – Histórias de Arcanjo
Tim Lopes – Histórias de Arcanjo é um filme documentário que retrata a vida e trajetória de Tim Lopes, repórter investigativo brasileiro e produtor contratado da Rede Globo por seis anos. A narrativa é feita pelo ponto de vista de seu filho, dez anos após sua morte, um crime que chocou o país durante a gravação de uma série de reportagem sobre funk e para isso o repórter se arriscou ao entrar com uma microcâmera num baile funk promovido por traficantes de drogas, situado no Complexo do Alemão.
Dirigido por Guilherme Azevedo, Tim Lopes - Histórias de Arcanjo foi uma distribuição da Esfera Cultural e lançado no dia 5 de Junho de 2014 e teve como países de produção Portugal e Brasil.

## Enredo
Além do intuito de gravar para sua matéria, o jornalista também queria descobrir a construção de um parque infantil, para dificultar o acesso da polícia no local e também sobre a exploração sexual que havia sido denunciada. Seu assassinato foi duplamente interpretado, como vingança por conta da exibição de uma reportagem, no ano anterior, sobre a veiculação de drogas no morro, o que resultou na prisão de vários traficantes. Outra suposição é que ele tenha sido confundido com um policial.
O longa visa também mostrar as outras histórias de Tim Lopes e para isso foi ilustrado com imagens pessoais exclusivas de seu lado profissional.